# Audi Q2
Audi Q2 – samochód osobowy typu crossover klasy subkompaktowej produkowany pod niemiecką marką Audi od 2016 roku.

## Historia i opis modelu

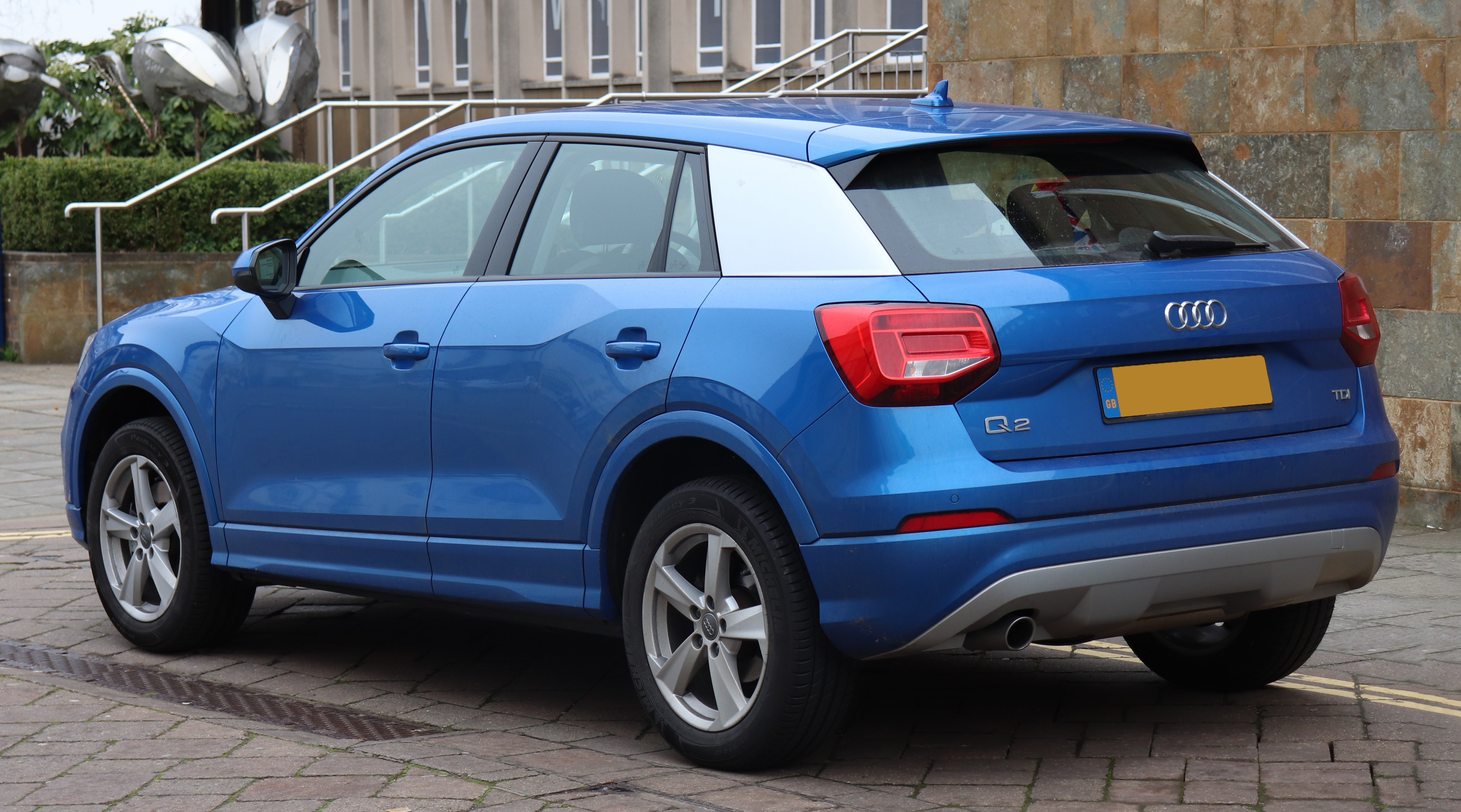
Audi Q2 - tył

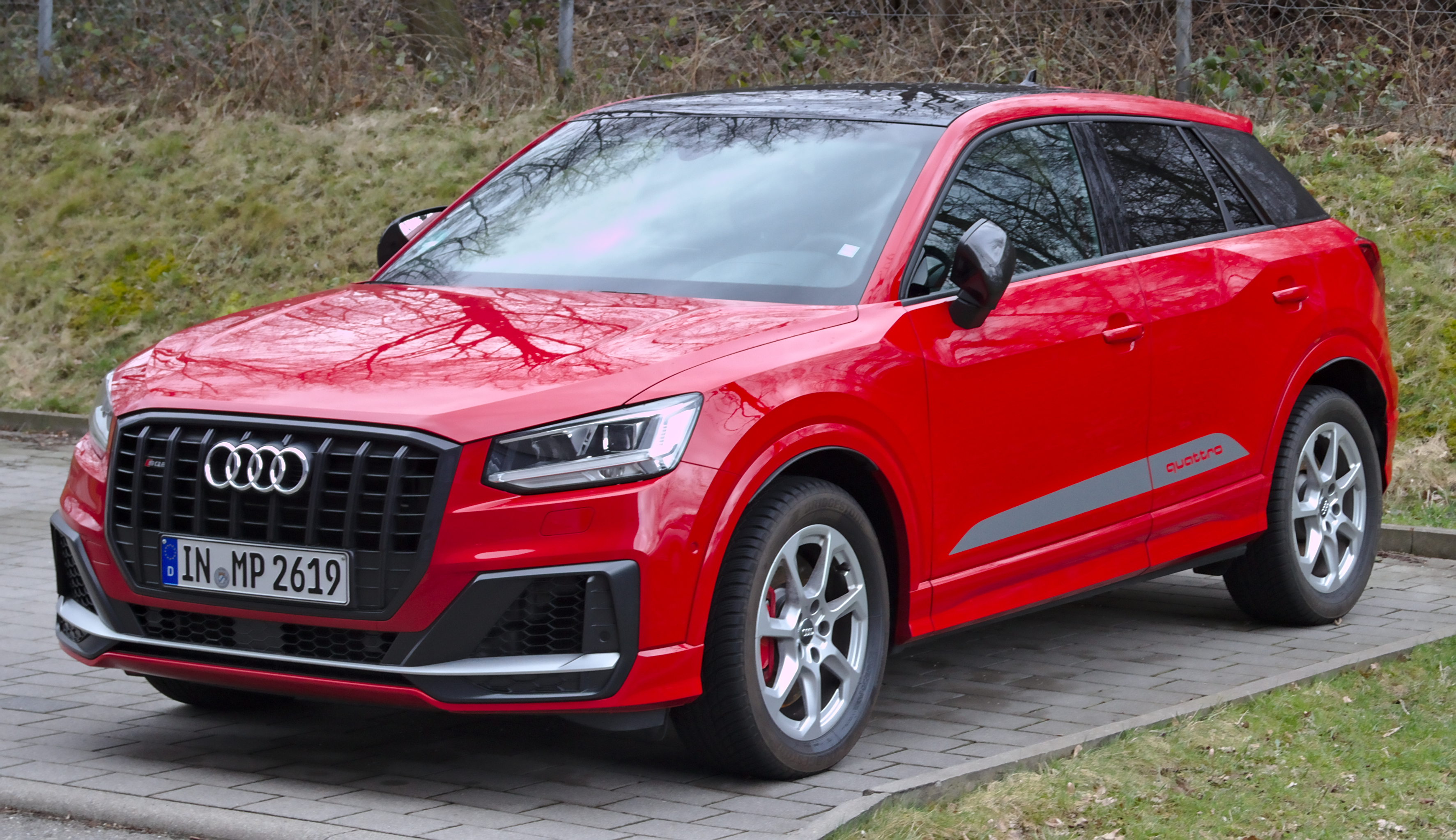
Audi SQ2

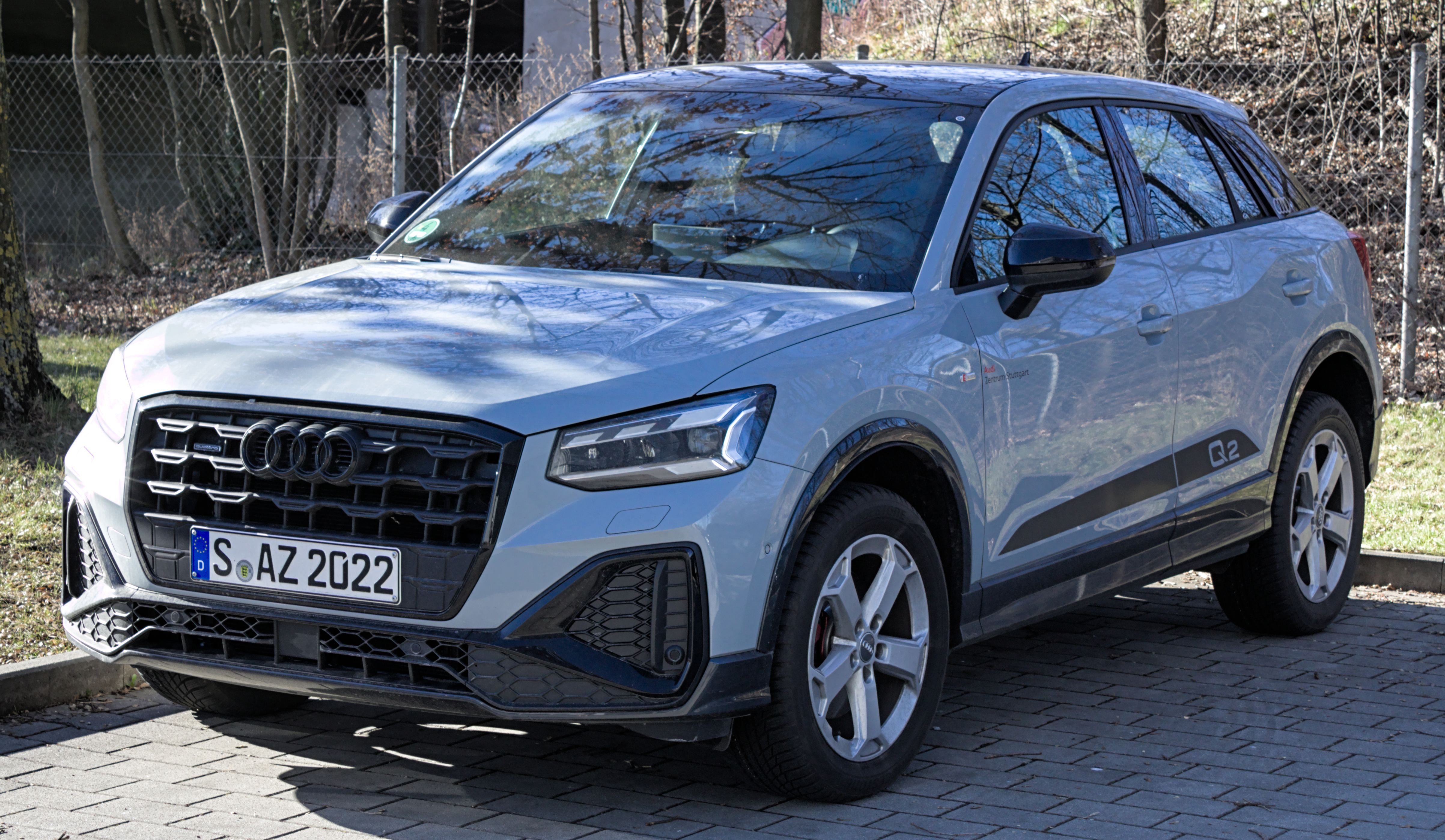
Audi Q2 po liftingu

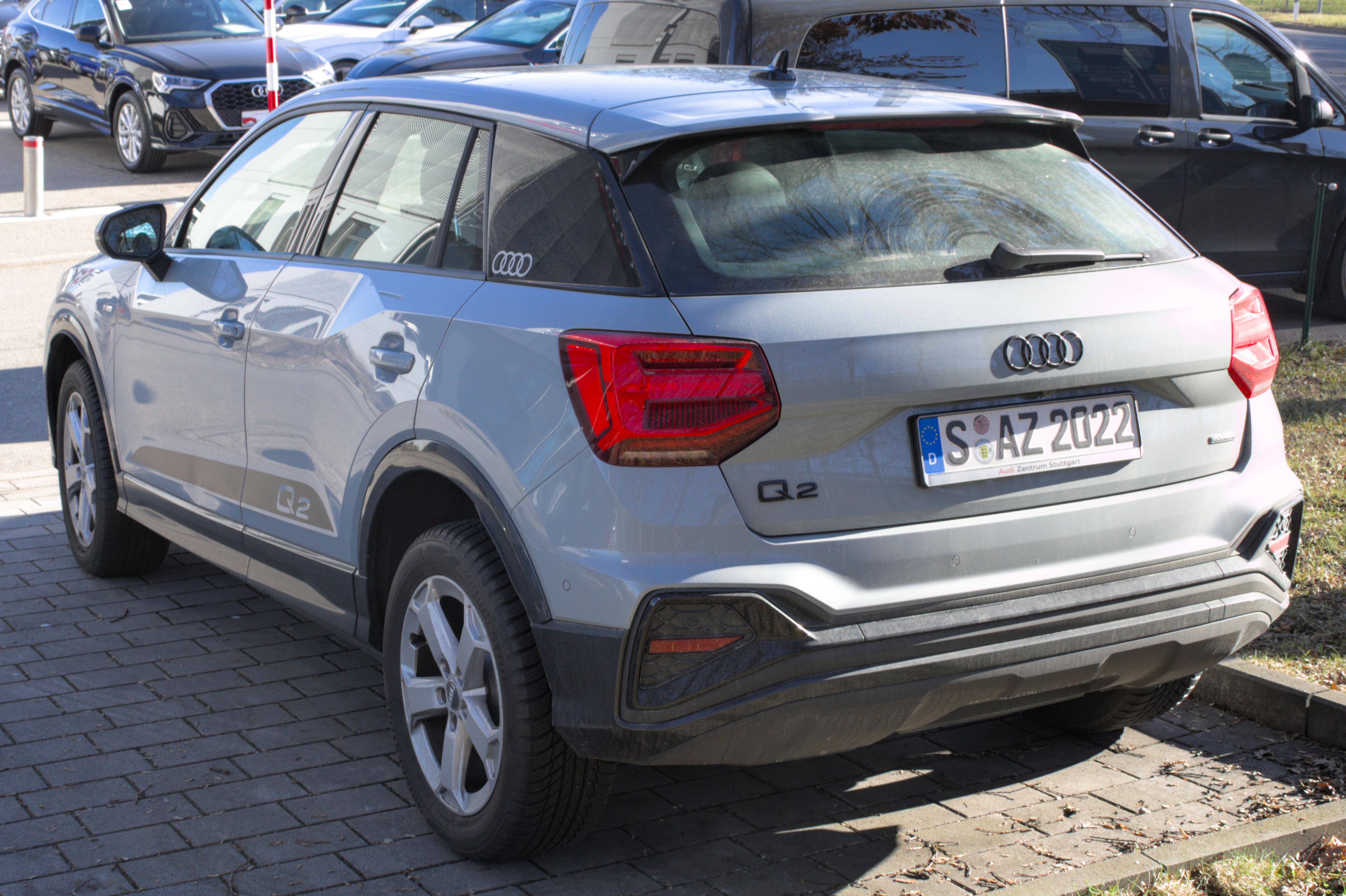
Audi Q2 - tył po liftingu

Studyjną zapowiedzią pierwszego, miejskiego crossovera w ofercie Audi był przedstawiony we wrześniu 2012 roku prototyp Audi Crosslane Concept. Z debiutem zapowiedzianym na 2016 rok, początkowo spekulowano, że pojazd otrzyma zgodnie z dotychczasowym porządkiem nazwę Audi Q1, jednak ostatecznie w grudniu 2015 roku producent potwierdził, że zdecyduje się na inny emblemat z większym numerem, Audi Q2.
Oficjalna premiera samochodu odbyła się w marcu 2016 roku podczas Geneva Motor Show. Charakterystycznymi cechami stylistyki pojazdu stały się szerokie słupki C, agresywnie stylizowane reflektory, jednoczęściowe tylne lampy i duży przedni wlot powietrza. Producent umożliwił również bardzo szeroki zakres personalizacji wyglądu nadwozia, z opcjonalnymi wielobarwnymi wstawkami, a także innym odcieniem słupka C i dachu.
Projekt deski rozdzielczej został utrzymany w wyglądzie podobnym do większego modelu A3, charakteryzując się minimalistycznym wzornictwem, okrągłymi nawiewami i wysoko umieszczonym wyświetlaczem systemu multimedialnego umożliwiającego sterowanie pokrętłem umieszczonym w tunelu środkowym.
Polska premiera nowego modelu Audi miała miejsce w kwietniu 2016 roku na Targach w Poznaniu, natomiast oficjalna sprzedaż Q2 ruszyła w Europie jesienią 2016 roku.

### SQ2
We wrześniu 2018 roku podczas Paris Auto Show Audi przedstawiło topową odmianę swojego miejskiego crossovera o sportowym charakterze. Pod względem wizualnym Audi SQ2 wyróżnia się większymi wlotami powietrznymi w zderzaku, innym układem poprzeczek w atrapie chłodnicy, a także niżej znajdującą się karoserią dzięki obniżonemu o 22 mm zawieszeniu. 2-litrowy, czterocylindrowy silnik benzynowy rozwija 300 KM i 400 Nm maksymalnego momentu obrotowego, a także rozwija 100 km/h w 4,8 sekundy i 250 km/h prędkości maksymalnej.

### Lifting
We wrześniu 2020 roku Audi Q2 przeszło modernizację. Samochód zyskał przestylizowany wygląd zderzaków, nowy układ poprzeczek w atrapie chłodnicy, a także charakterystyczny układ diod LED do jazdy dziennej w reflektorach w postaci poczwórnych kresek. W kabinie pasażerskiej pojawiło się nowe koło kierownicy, a także opcjonalne cyfrowe zegary i większy ekran systemu multimedialnego.
Samochód przeszedł także zmiany pod kątem konstrukcyjnym, zyskując przestronniejszy przedział transportowy w wariancie z przednim napędem. Co więcej, nadwozie stało się dłuższe o 19 mm.

### Koniec produkcji
W lutym 2022 roku producent ogłosił, że Audi Q2 wraz z modelem A1 zostanie wycofany z produkcji z powodu malejącego popytu i zniknie z rynku bez następcy.

### Silniki
- R3 1.0l TFSI
- R4 1.4l TFSI
- R4 2.0l TFSI
- R4 1.6l TDI
- R4 2.0l TDI

### Q2L

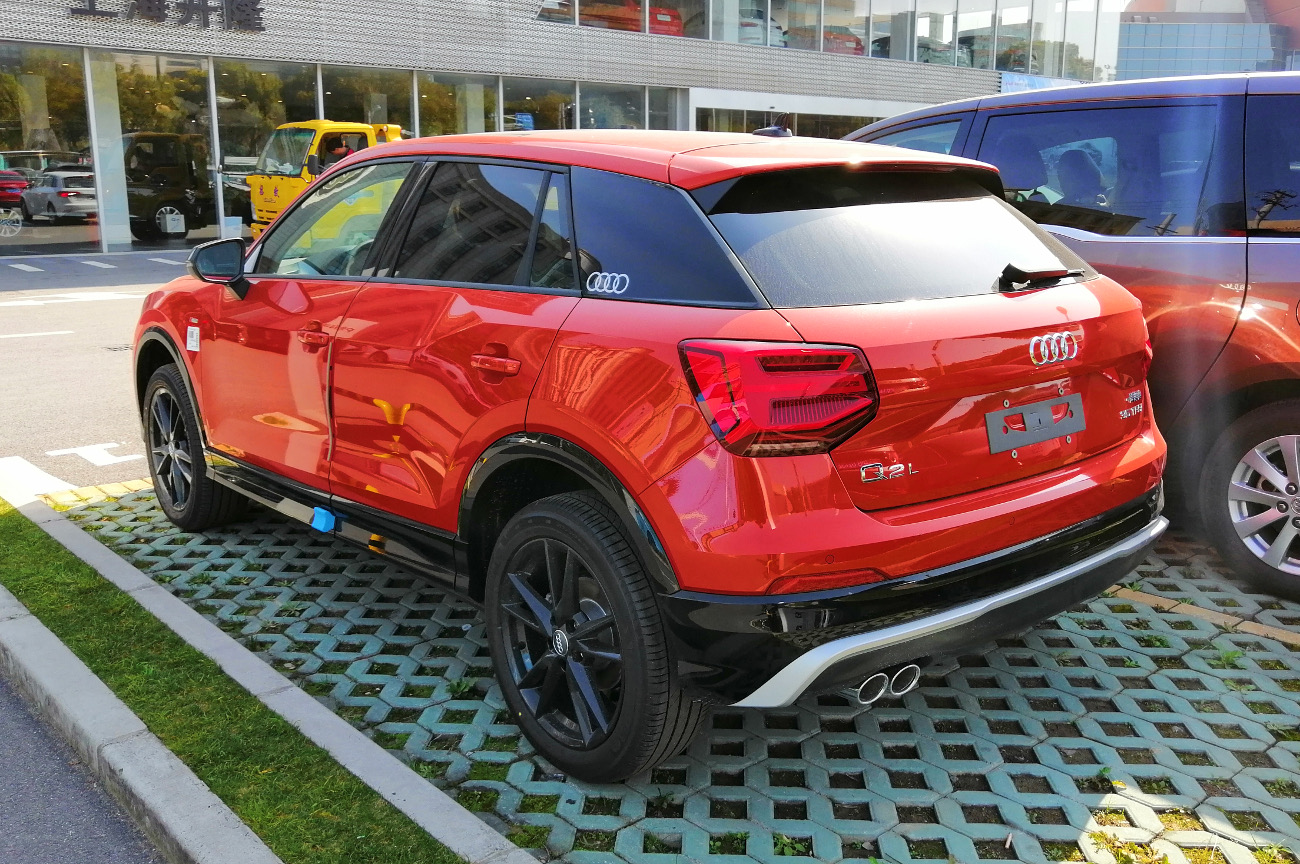
Audi Q2L - tył

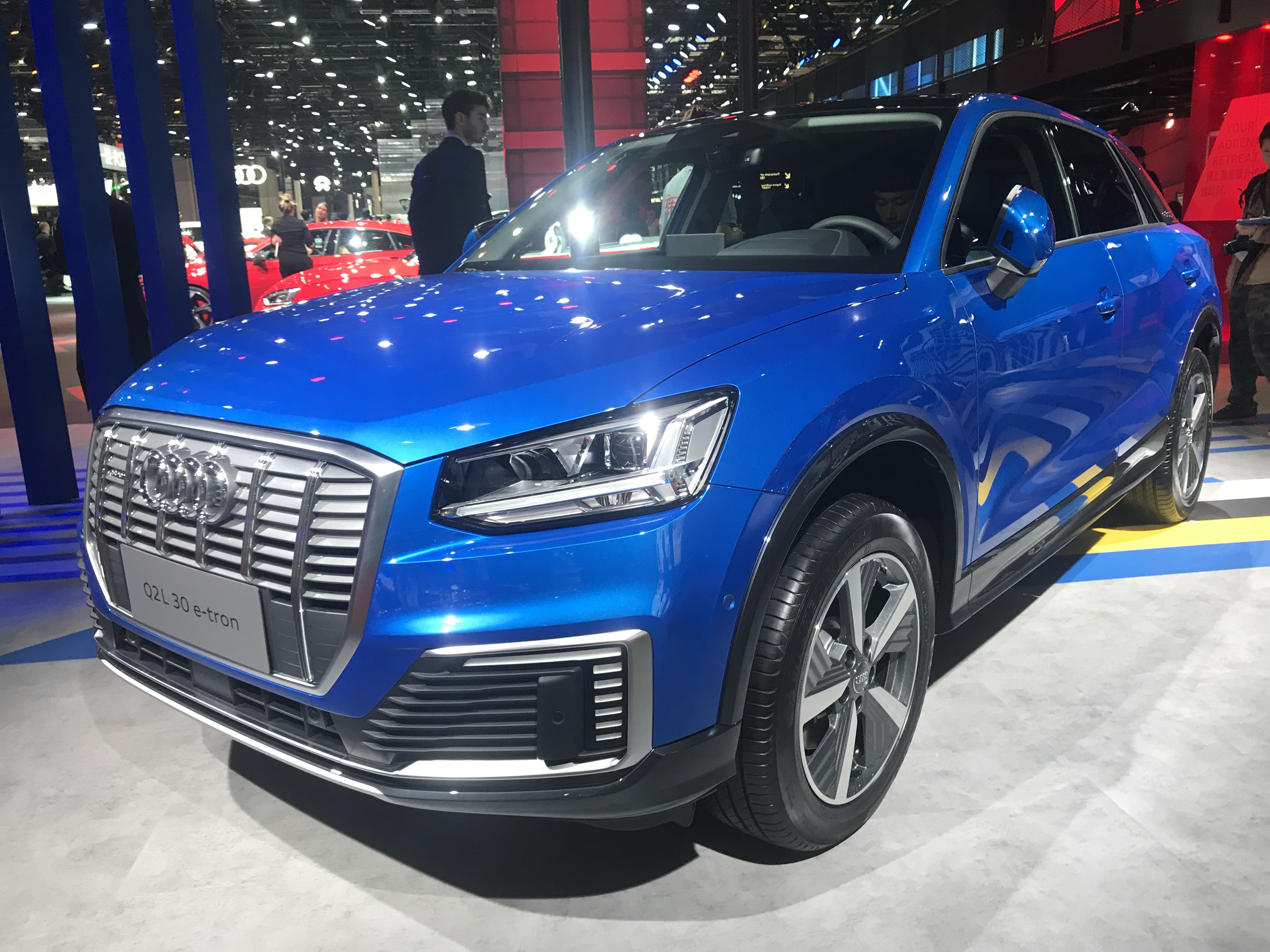
Audi Q2L e-tron

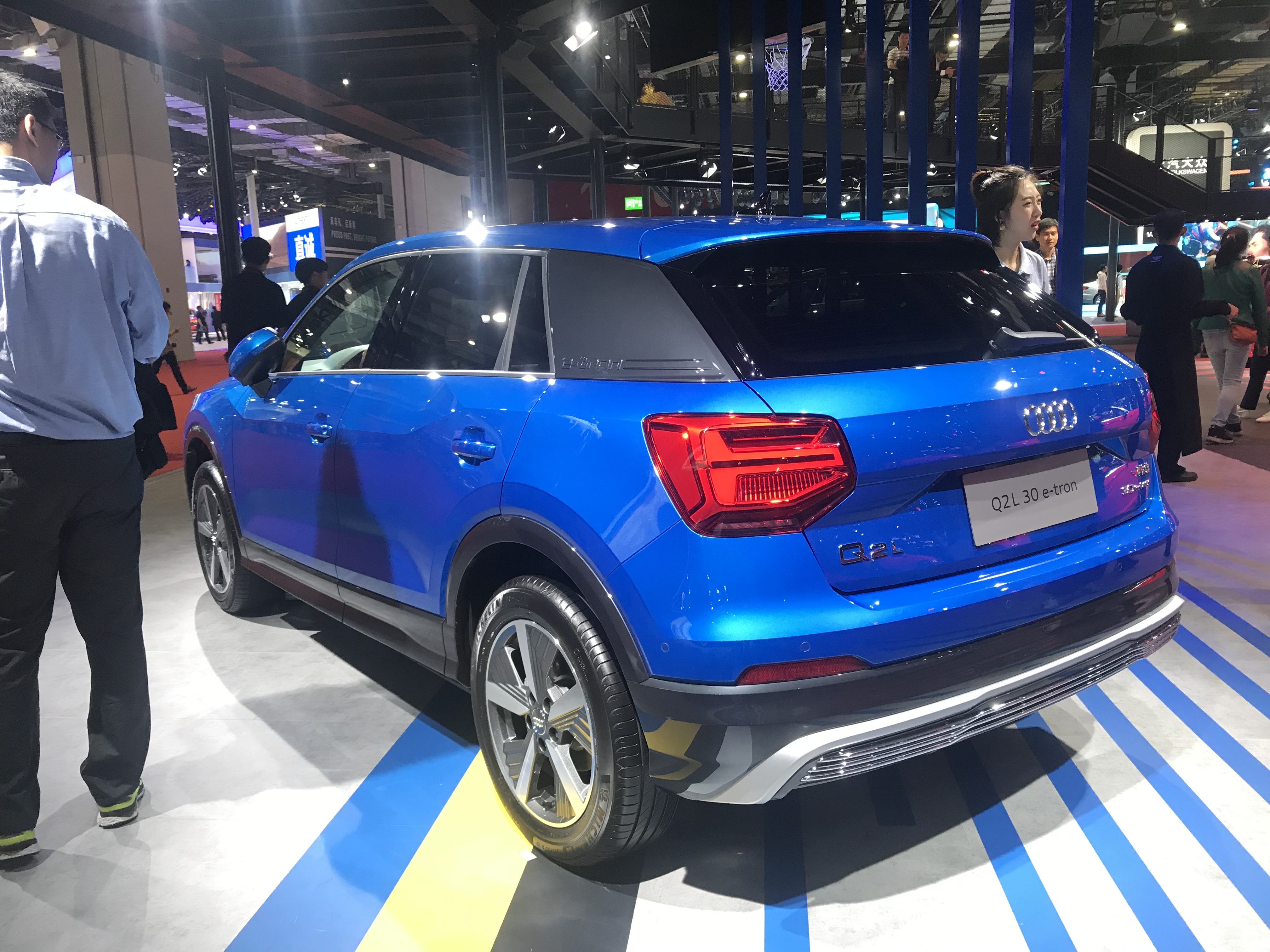
Audi Q2L e-tron - tył

Audi Q2L zostało zaprezentowane po raz pierwszy w 2018 roku.
Dwa i pół roku po debiucie globalnego wariantu Audi Q2, niemiecki producent zdecydował się zbudować specjalny przedłużony wariant wyłącznie dla rynku chińskiego pod nazwą Q2L.
Pod kątem wizualnym samochód nie odróżnia się od dostępnego m.in. w Europie i Australii pierwowzoru, za to największe zmiany zaszły pod kątem wymiarów zewnętrznych. Audi Q2L jest węższe i wyższe, a także ma wyraźnie wydłużony rozstaw osi i przez to - długość nadwozia.
Modyfikacje, jakie zostały wprowadzone w Audi Q2L, wdrożono głównie pod kątem zapewnieniem jak największej przestrzeni w tylnym rzędzie siedzeń. Parametr ten jest szczególnie ceniony na rynku chińskim.
Gama jednostek napędowych w Audi Q2L została okrojona do dwóch silników benzynowych, z kolei w kabinie pasażerskiej zastosowano ten sam co w Q2 system multimedialny MMI połączony z 12,3-calowym ekranem systemu multimedialnego i 8,3-calowym wyświetlaczem wirtualnego kokpitu.

### Q2L e-tron
Specjalnie z myślą o rynku chińskim Audi opracowało wariant o napędzie czysto elektrycznym o nazwie Audi Q2L e-tron. Debiut pojazdu odbył się w listopadzie 2019 roku podczas Shanghai Auto Show. Pod kątem wizualnym samochód otrzymał zaślepkę zamiast atrapy chłodnicy, a także przemodelowane zderzaki i gniazdo do ładowania w miejscu pierwotnego baku.
Układ napędowy Q2L e-tron tworzy bateria o pojemności 39,7 kWh, która razem z silnikiem elektrycznym zapewnia moc 136 KM oraz 290 Nm maksymalnego momentu obrotowego. Według chińskiej procedury pomiaru zasięgu NEDC, pojazd na jednym ładowaniu może przejechać maksymalnie 265 kilometrów.

### Silniki
- R4 1.4l TFSI 131 KM
- R4 1.4l TFSI 150 KM